# Fylke (militär enhet)
Fylke (fornnorska fylki), egentligen "skara, särskild krigarflock, häravdelning", var en militär enhet i äldre tider i Norge. Som häravdelning var det benämningen på tolv skepp rustade med vapen och män om 60-70 man på vart skepp.